# L'Adroit (patrouilleur)
Pour les articles homonymes, voir L'Adroit.
L'Adroit, renommé Bouchard lors de son entrée en service dans la marine argentine en 2019, est un patrouilleur hauturier de la famille Gowind (type OPV 90) spécialement conçu par DCNS, pour mener à bien des missions de sauvegarde maritime. Il dispose d’un large champ d’actions grâce à un ensemble de moyens de prévention et d'actions nécessaires aux tâches de surveillance et de police en mer : embarcations rapides pour commandos, hélicoptère d'assaut ou de transport, drones de surveillance, intercepteurs de guerre électronique, portes de bordée, moyens de communication haut débit et sécurisés ou encore aides au commandement.

## Histoire
Mis à disposition par DCNS à la Marine nationale pour une durée de trois ans, L'Adroit a quitté son port base varois en mai 2012 pour conduire ses premières missions de police des pêches et de sécurité maritime. Il a notamment été déployé pour mener l'opération Thon Rouge impliquant le contrôle des navires de pêche disposant d’un quota de pêche au thon rouge pour l'année 2012. La mise à disposition par DCNS devait se terminer en septembre 2014 mais a été prolongée jusqu'à l'été 2015, puis jusqu'à l'été 2016 et encore une nouvelle fois jusqu'à l'été 2017. La prolongation continue encore en 2018 mais le 6 avril 2018, le ministre français des Affaires étrangères Jean-Yves Le Drian annonce que l'Argentine va acquérir 4 corvettes OPV 90 classe Gowind, trois à construire à Lorient, la quatrième étant L’Adroit. Le navire est restitué à Naval Group le 31 août 2018. À la suite de la signature d'un contrat avec la Marine argentine le 29 novembre 2018, le navire est vendu. Il est indiqué que dans le contrat que trois autres OPV 90 seront construits, ils auront une structure renforcée pour la navigation dans les mers australes. 
L’Adroit bénéficie avant son départ vers l'Amérique du Sud le 15 janvier 2020 d'un important arrêt technique sur le site de Toulon, qui comprend notamment le changement des lignes d’arbres et du réducteur, ainsi que le carénage de la coque et la mise aux couleurs de son nouveau propriétaire. Le canon de 30 mm sera installé en Argentine

## Innovations clefs
Le pont passerelle panoramique (360°) et la mâture intégrée permettent à l'équipage de L'Adroit de recueillir des informations fiables. Les superstructures réduites du navire libèrent un espace important pour la mise en œuvre de l'aviation embarquée (hélicoptère, drones aériens) et pour le lancement ou la récupération d’embarcations d’intervention (RHIB ou drones de surface). Les missions de L'Adroit sont orchestrées par le système de combat POLARIS. Celui-ci fournit des informations précieuses et précises sur l'environnement du navire, émanant des différents capteurs, de senseurs déportés et d’autres navires intégrés au sein du réseau de surveillance. Le système de mission peut également inclure MATRICS, un système de surveillance maritime capable de détecter automatiquement des trajectoires maritimes suspectes. 

## Caractéristiques

### Navigation
La frégate Adroit est équipée de deux centrales de navigation inertielles SIGMA 40 créées par Sagem.

## Missions actuelles et émergentes
L'OPV Gowind L'Adroit est un outil moderne pour faire face à l’augmentation constante des risques et pratiques illicites en mer. Surveillance de zone, lutte contre la piraterie et le terrorisme, police des pêches, lutte contre le narcotrafic, préservation de l’environnement, aide humanitaire, recherche et sauvetage en mer… L’Adroit est un patrouilleur hauturier plein de ressources capable de conduire un large spectre d’activités en zones littorales et en hautes mers.
En 2012, il participe aux essais en mer du système SAVAS de détection des vagues scélérates.
Du 17 janvier au 11 juillet 2013, le bâtiment a réalisé sa première mission longue durée. Parti de Toulon, il a rejoint les eaux somaliennes, en empruntant notamment le canal de Suez. Son équipage a ainsi pu valider l'emploi de son hélicoptère sans pilote Camcopter S-100. Il a intégré lors de cette mission la Task Force 150. Les marins français ont également validé l'emploi de l'embarcation légère Zodiac ZH935, le successeur des célèbres ETRACO.

### Mission Atalanta2015
En mars 2015, l'Adroit participe à la mission Atalanta dans l'océan Indien. Le 5 avril 2015, il évacue 63 personnes du Yémen et les a transférées sur le Dixmude en partance pour Djibouti, à la suite du conflit au Yémen. Le 6 avril 2015, il escorte deux boutres remplis de réfugiés djiboutiens fuyant le Yémen.

## Marque distinctive
Le 26 juillet 2012, la fourragère aux couleurs de la croix de guerre 1914-1918 avec olive aux couleurs de la croix de guerre 1939-1945 lui est remise par reprise des traditions du torpilleur L'Adroit cité à trois reprises à l'ordre de l'armée de mer lors de la Seconde Guerre mondiale. De ce fait l'Adroit arbore au mat de beaupré une marque distinctive à la place du pavillon national.

## Vente à l'Argentine:Bouchard
Dans le cadre d'un contrat signé avec l'Argentine en novembre 2018, L'Adroit est vendu à l'ARA et trois OPV87 neufs sont construits par kership (Piriou/NG) sur les sites de Lanester et Concarneau pour un montant total de 319 millions d’euros. L’Adroit bénéficie avant son transfert à la marine argentine d’un important arrêt technique, qui comprend notamment le changement des lignes d’arbres et du réducteur, ainsi que le carénage de la coque et la mise aux couleurs de son nouveau propriétaire, dont il intègre aussi certains équipements spécifiques. Viendront ensuite les essais à quai et à la mer, puis le transfert de pavillon effectué à Toulon avant le départ du navire, renommé ARA Bouchard (P-51) en l'honneur de Hippolyte de Bouchard, pour son pays d’adoption. La formation du futur équipage devrait être assurée par Naval Group. Il sort de cale sèche le 1er octobre 2019. Il est admis en service à Toulon le 6 décembre 2019.